# Phradonoma trizonatum
Phradonoma trizonatum is een keversoort uit de familie spektorren (Dermestidae). De wetenschappelijke naam van de soort werd in 1883 gepubliceerd door Léon Marc Herminie Fairmaire.